# Episodi di Zio Gianni (seconda stagione)
La prima stagione della sitcom italiana Zio Gianni è composta da 34 episodi, andati in onda su Rai 2 a partire dal 21 dicembre 2015. Sette episodi sono stati presentati in anteprima al Roma Fiction Fest il 14 novembre 2015.
| nº | Titolo                         | Prima TV         |
| -- | ------------------------------ | ---------------- |
| 1  | Gianni e Tromber               | 21 dicembre 2015 |
| 2  | Era glaciale                   | 23 dicembre 2015 |
| 3  | Rodolfo e Bollywood            | 23 dicembre 2015 |
| 4  | Gianni e il padre              | 24 dicembre 2015 |
| 5  | Gianni e il reality            | 25 dicembre 2015 |
| 6  | Gianni e l'esame               | 28 dicembre 2015 |
| 7  | Gianni memento                 | 29 dicembre 2015 |
| 8  | Gianni Cyrano                  | 30 dicembre 2015 |
| 9  | Quel pazzo venerdì             | 1º gennaio 2016  |
| 10 | Gianni e le tasse              | 4 gennaio 2016   |
| 11 | L'ex compagna di classe        | 5 gennaio 2016   |
| 12 | Gianni e il caffè              | 7 gennaio 2016   |
| 13 | Gianni e la politica           | 7 gennaio 2016   |
| 14 | Gianni All You Can Eat         | 8 gennaio 2016   |
| 15 | Chiara innamorata              | 11 gennaio 2016  |
| 16 | L'ultima serata di Fulvio      | 12 gennaio 2016  |
| 17 | Il sostituto                   | 14 gennaio 2016  |
| 18 | Gianni web star                | 15 gennaio 2016  |
| 19 | Gianni vip stalker             | 18 gennaio 2016  |
| 20 | Gianni complottista            | 19 gennaio 2016  |
| 21 | Gianni e il carsharing         | 20 gennaio 2016  |
| 22 | Gianni e la defaillance        | 21 gennaio 2016  |
| 23 | Gianni e Fiorella              | 22 gennaio 2016  |
| 24 | Gianni e la Conquilini Anonimi | 25 gennaio 2016  |
| 25 | Gianni e lo smartphone         | 27 gennaio 2016  |
| 26 | Gianni e l'INPS                | 28 gennaio 2016  |
| 27 | La fidanzata di Fulvio         | 29 gennaio 2016  |
| 28 | Alessandro e lo sport          | 1º febbraio 2016 |
| 29 | Home Alone                     | 2 febbraio 2016  |
| 30 | Il fu Gianni Coletti           | 3 febbraio 2016  |
| 31 | Gianni e il nuovo lavoro       | 4 febbraio 2016  |
| 32 | Gianni e il cane               | 5 febbraio 2016  |
| 33 | Lo sfratto (parte prima)       | 8 febbraio 2016  |
| 34 | Lo sfratto (parte seconda)     | 9 febbraio 2016  |